# Sœur Sourire (film)

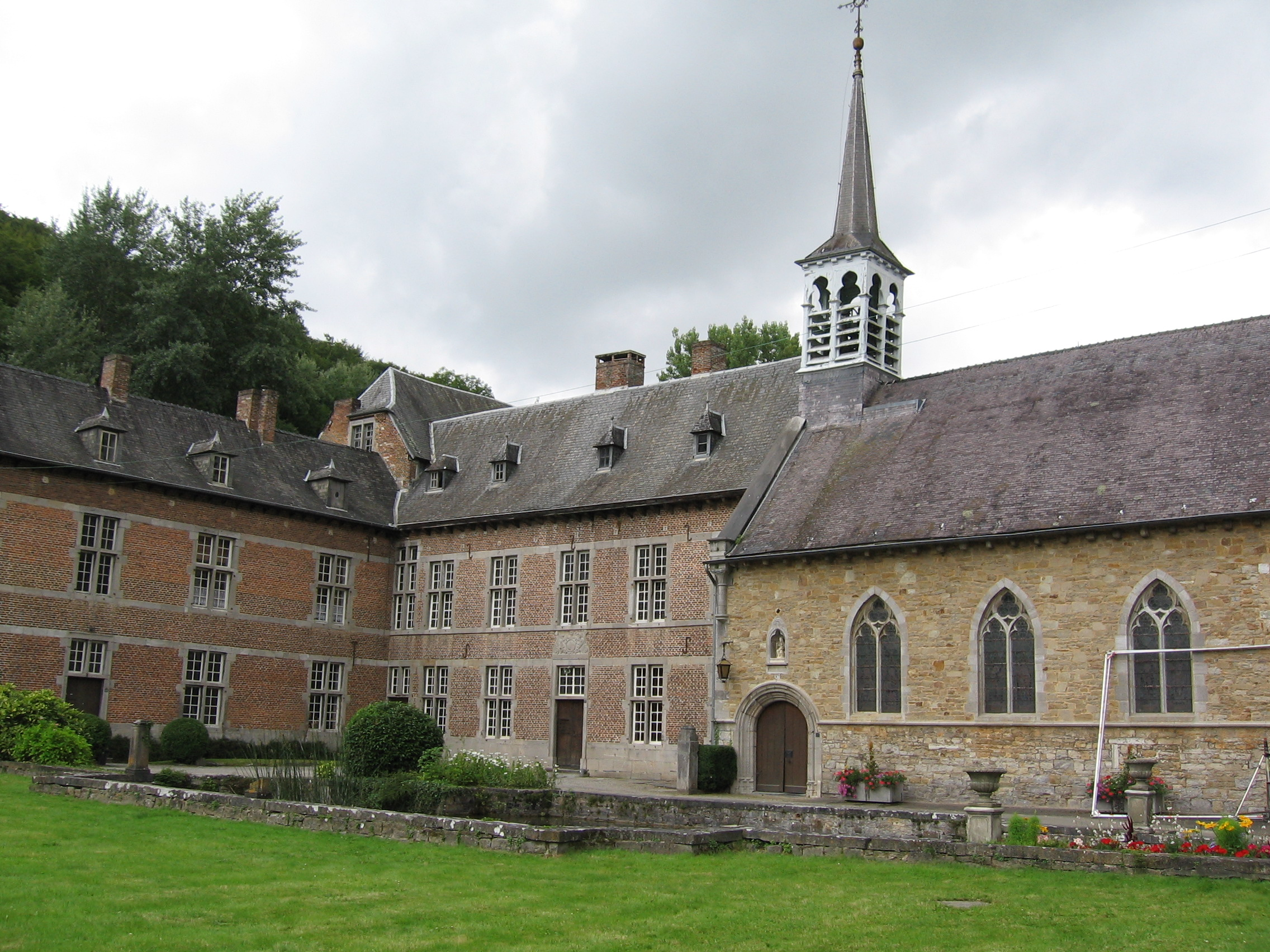
Abdij Notre-Dame du Vivier (Marche-les-Dames), een van de filmlocaties

Sœur Sourire is een Belgisch-Franse film uit 2009, geregisseerd door Stijn Coninx. De biografische film verhaalt het leven van de zingende Belgische kloosterzuster Jeannine Deckers, beter bekend als Sœur Sourire.
De film werd opgenomen van 28 juli tot 20 september 2008 met filmlocaties in Luik, Seraing, Esneux en in de abdij Notre-Dame du Vivier (Marche-les-Dames).
De film beleefde zijn Belgische première op donderdag 30 april 2009 in de filmzaal van het Paleis voor Schone Kunsten te Brussel. Eén week eerder, op 23 april, vond in Parijs de wereldpremière plaats.

## Rolverdeling
| Acteur            | Personage          |
| ----------------- | ------------------ |
| Cécile de France  | Jeannine Deckers   |
| Sandrine Blancke  | Annie              |
| Jan Decleir       | Lucien Deckers     |
| Johan Leysen      | Père Jean          |
| Chris Lomme       | La mère supérieure |
| Jo Deseure        | Gabrielle Deckers  |
| Marie Kremer      | Françoise          |
| Filip Peeters     | Antoine Brusson    |
| Christelle Cornil | Soeur Christine    |
| Tsilla Chelton    | La doyenne         |

## Trivia
- Sœur Sourire is niet de eerste biografische film over het leven van Jeannine Deckers: reeds in 1966 regisseerde Henry Koster de zeer geromantiseerde film The Singing Nun, met Debbie Reynolds in de hoofdrol.